# Laura Biathlon- und Skilanglaufzentrum
Koordinaten: 43° 41′ 33″ N, 40° 19′ 31″ O
Das Laura Biathlon- und Skilanglaufzentrum (russisch Комплекс для соревнований по лыжным гонкам и биатлону «Лаура») ist ein kombiniertes Biathlon- und Skilanglaufstadion in der russischen Region Krasnodar. Die Anlage befindet sich auf dem Psechako-Bergkamm (Chrebet Psechako) etwa sechs Kilometer von dem Gebirgsdorf Krasnaja Poljana entfernt auf einer Höhe von knapp unter 1500 Metern ü. NN. Sie umfasst zwei getrennte Stadien mit eigenen Start- und Zielbereichen sowie mehrere Loipennetze. Die beiden Stadien wurden im Juni 2013 offiziell eröffnet und bieten Platz für jeweils 7500 Zuschauer.
Das Zentrum gehörte zu den Wettkampfstätten der Olympischen Winterspiele 2014 sowie der Winter-Paralympics 2014. Das Zentrum von Sotschi als Gastgeberstadt lag rund 60 Kilometer westlich. Auf dem Gelände wurden die Wettbewerbe im Biathlon und Skilanglauf sowie Teile der Nordischen Kombination ausgetragen. In der vorolympischen Saison fanden dort im Februar und März 2013 bereits Weltcuprennen im Skilanglauf und der achte Biathlon-Weltcup statt.
Der Name Laura stammt von einem wilden Gebirgsfluss des Kaukasus und hat seinen Ursprung in einer Legende über ein gleichnamiges junges Mädchen, das von einem Fels in den Fluss sprang und nie gefunden wurde.